# Площадь Эрнста Августа (Ганновер)
Площадь Эрнста Августа (нем. Ernst August Platz) — центральная площадь города Ганновер (Нижняя Саксония, Германия), расположенная перед главным вокзалом города.

## История

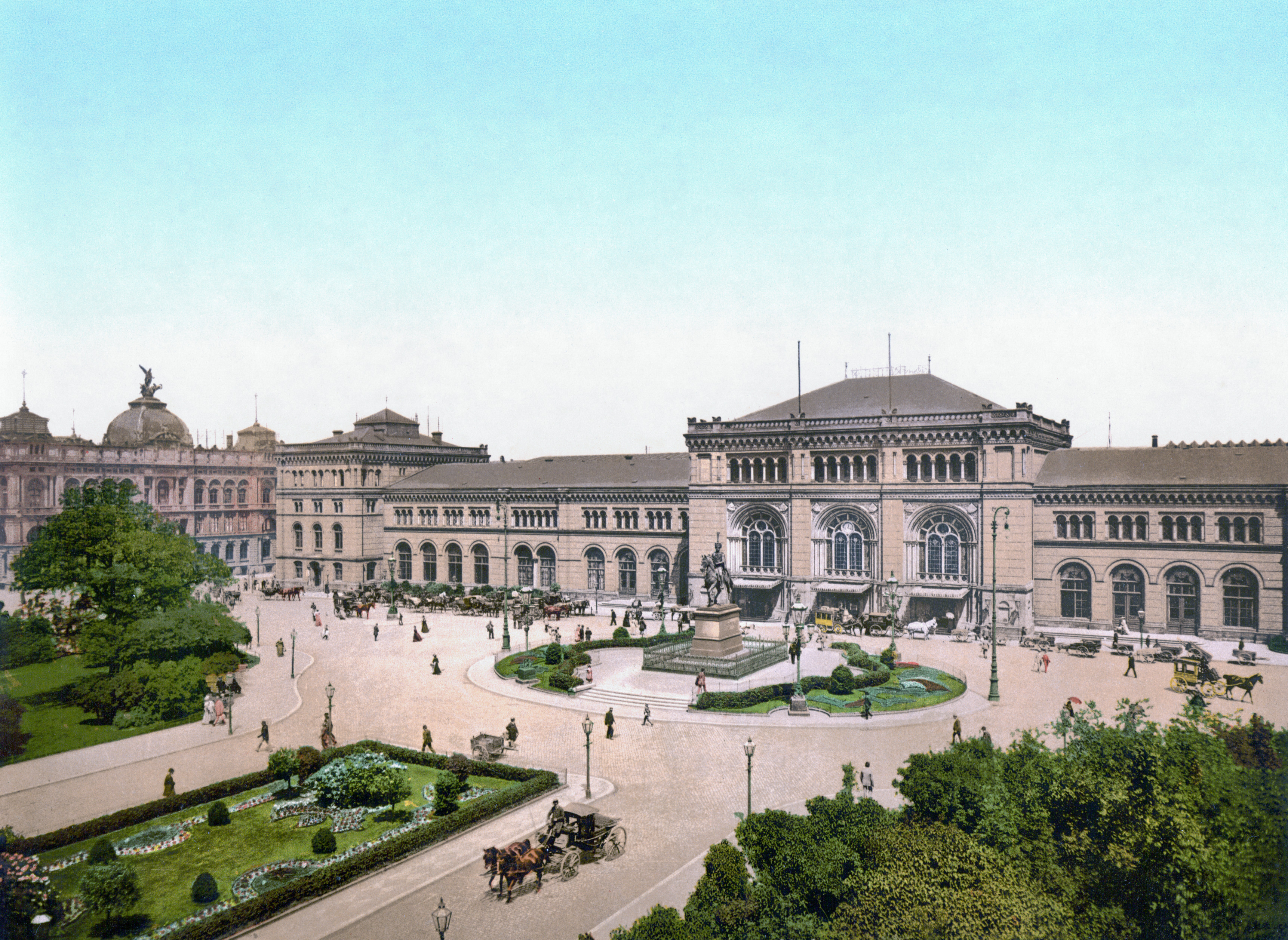
Площадь в 1900 году

Площадь была сформирована в 1845 году при строительстве вокзала. В 1861 году с установкой памятника Эрнсту Августу I площадь приобрела свое современное имя. 
В 1850-х годах на площади находилось множество отелей, из которых до сегодняшних дней сохранилось лишь две постройки.  
В 1939–1940 годах под площадью был построен бункер на 5000 человек. Половина бункера использовалась Deutsche Bahn.
В 1960х годах через площадь проходило 10 линий наземного городского трамвая. Со строительством подземных линий это число уменьшилось. В 2017 году через площадь проходит всего 2 ветки наземного городского трамвая и три автобусных линии.

## Описание
На площади расположен памятник ганноверскому королю Эрнсту Августу I. Под площадью проходит пешеходный торговый променад, Niki-de-Saint-Phalle-Promenade, ведущий от Главного вокзала Ганновера до площади Крёпке (нем. Kröpcke). На площади также расположено несколько торговых центров: Ernst-August-Galerie, Galeria Kaufhof и другие. 
Ко всемирной выставке EXPO 2000, которая проходила в Ганновере, площадь была переоборудована в пешеходную зону (по которой разрешено движение трамваев и автобусов). Ежедневно площадь посещает около 200.000 людей.
На площади начинается главный туристический маршрут Ганновера - «Красная нить», проходящий через 36 достопримечательностей города.

## Фотографии

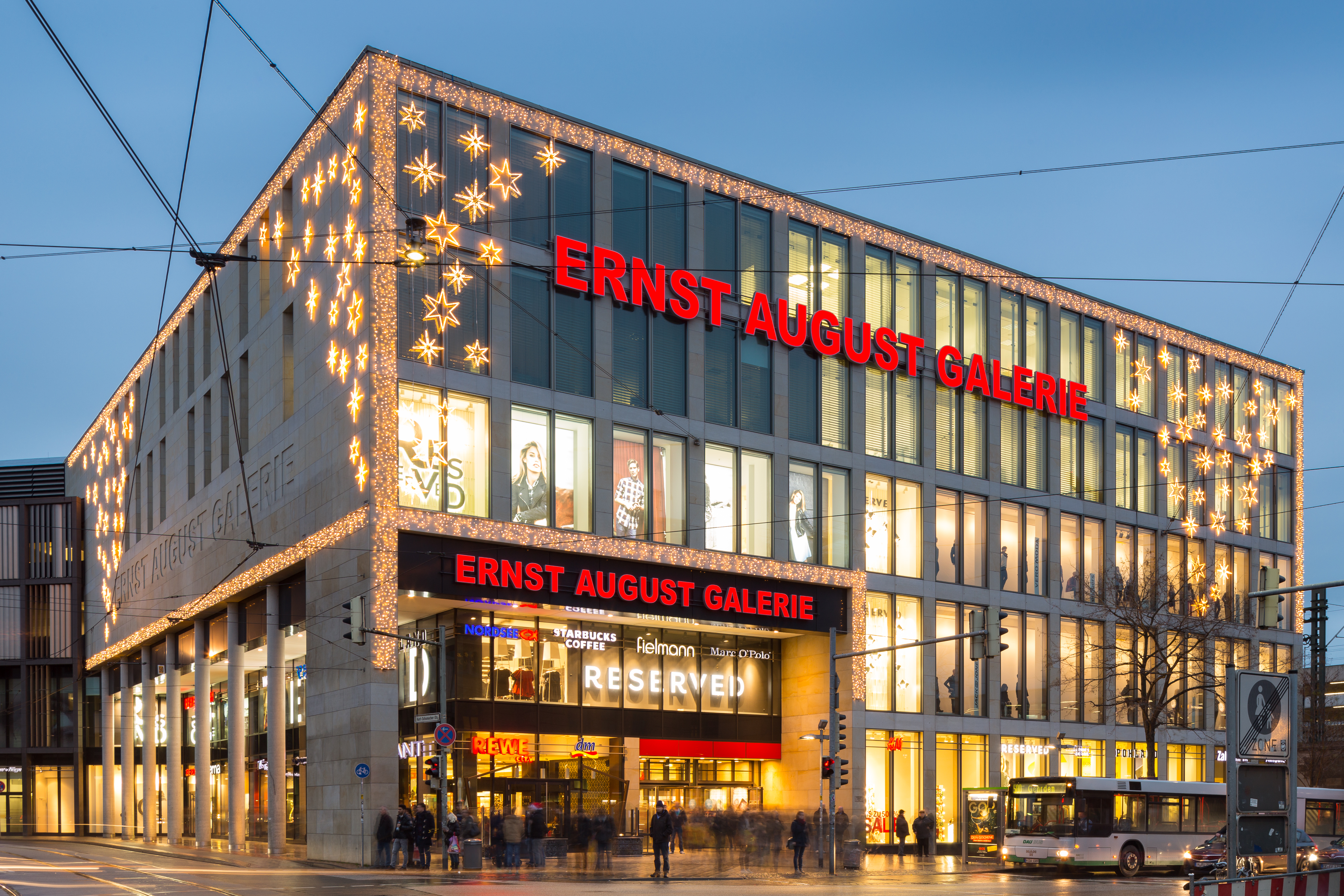
Торговый центр на площади
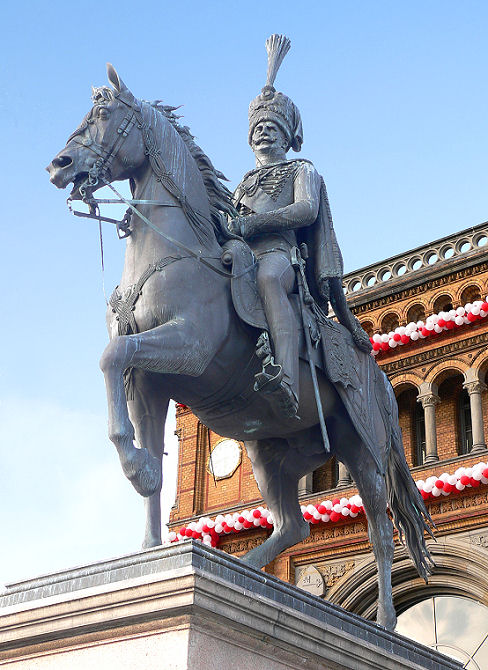
Статуя Эрнста Августа
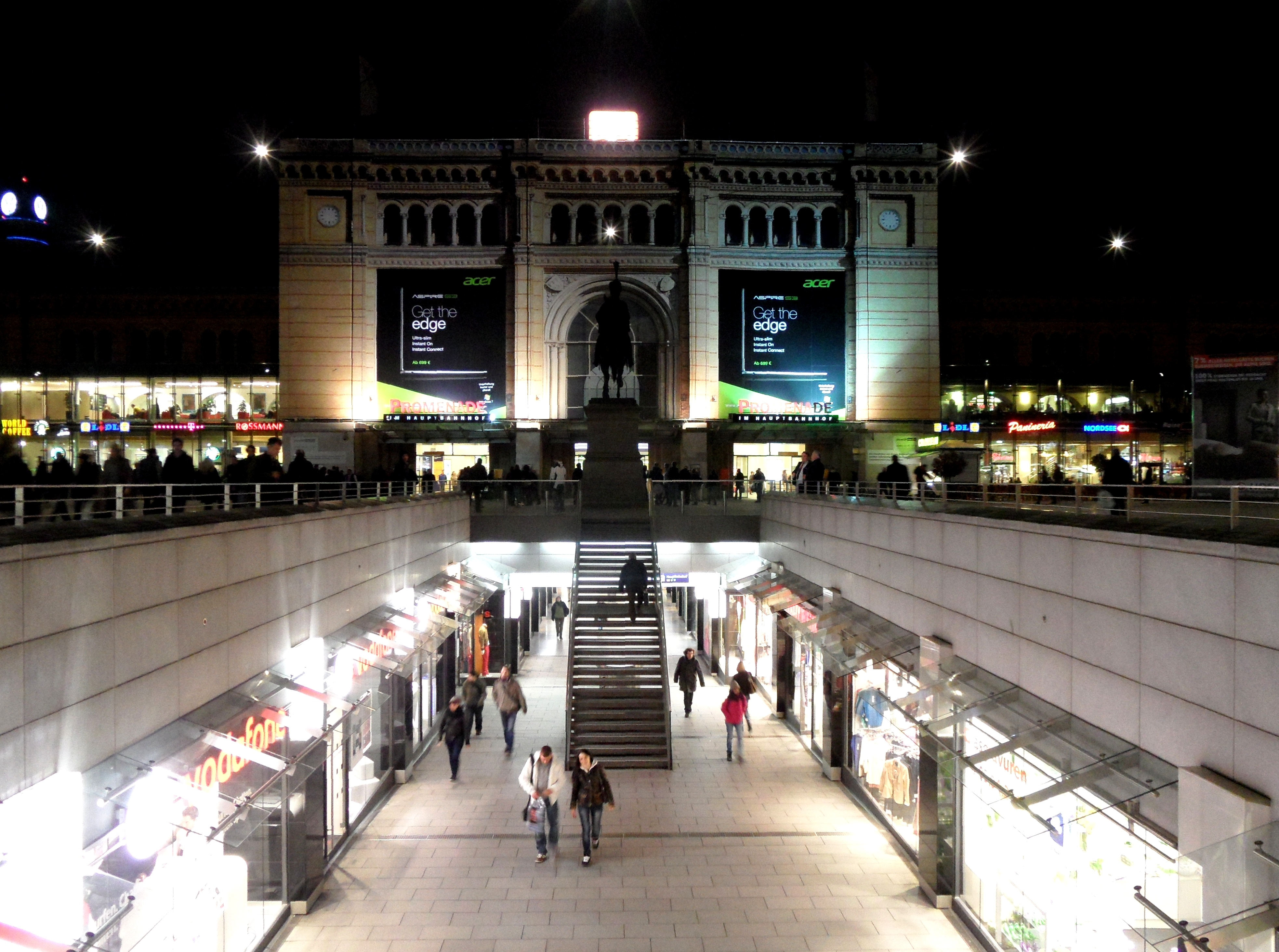
Торговый променад
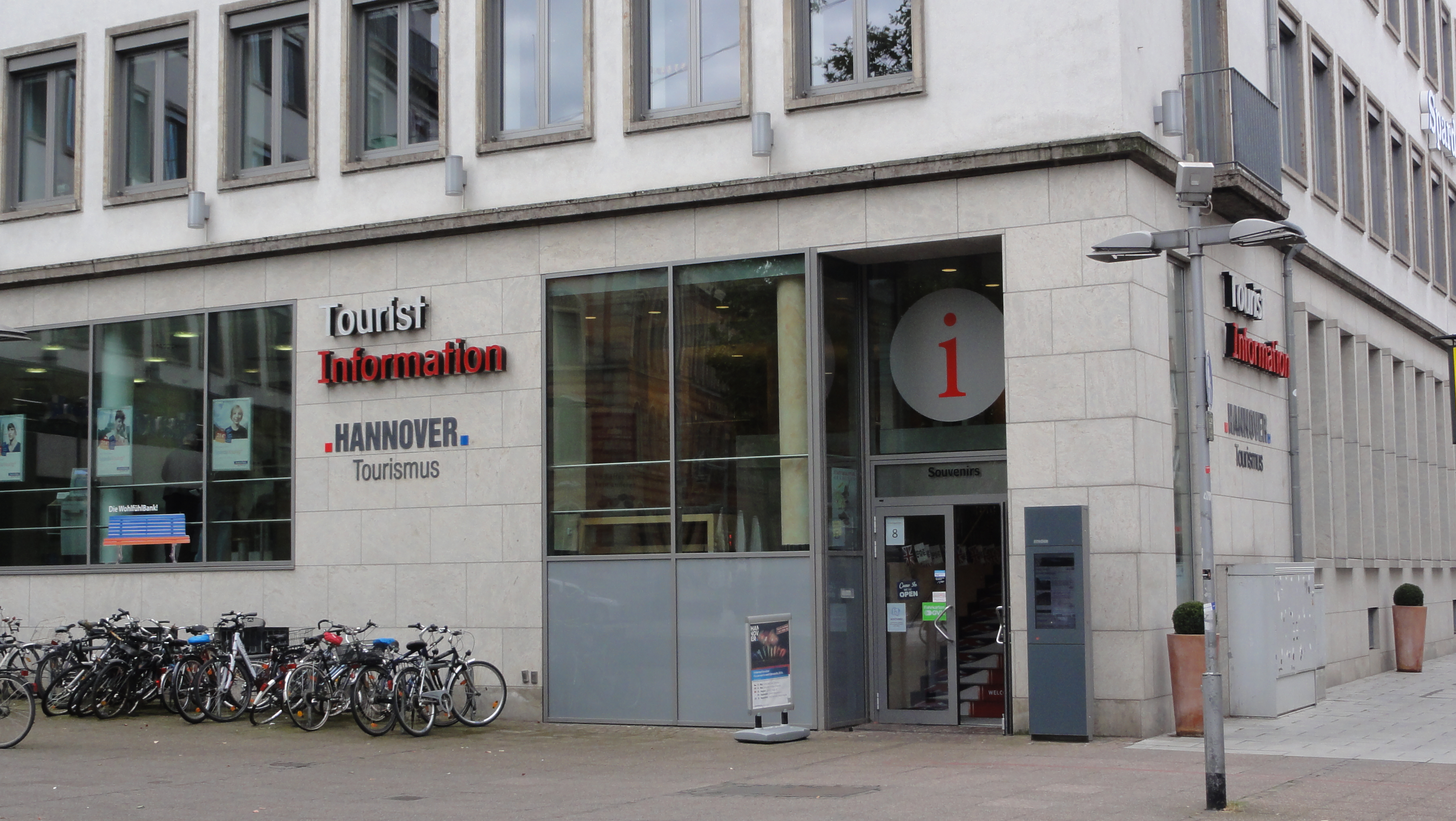
Центр туристической информации
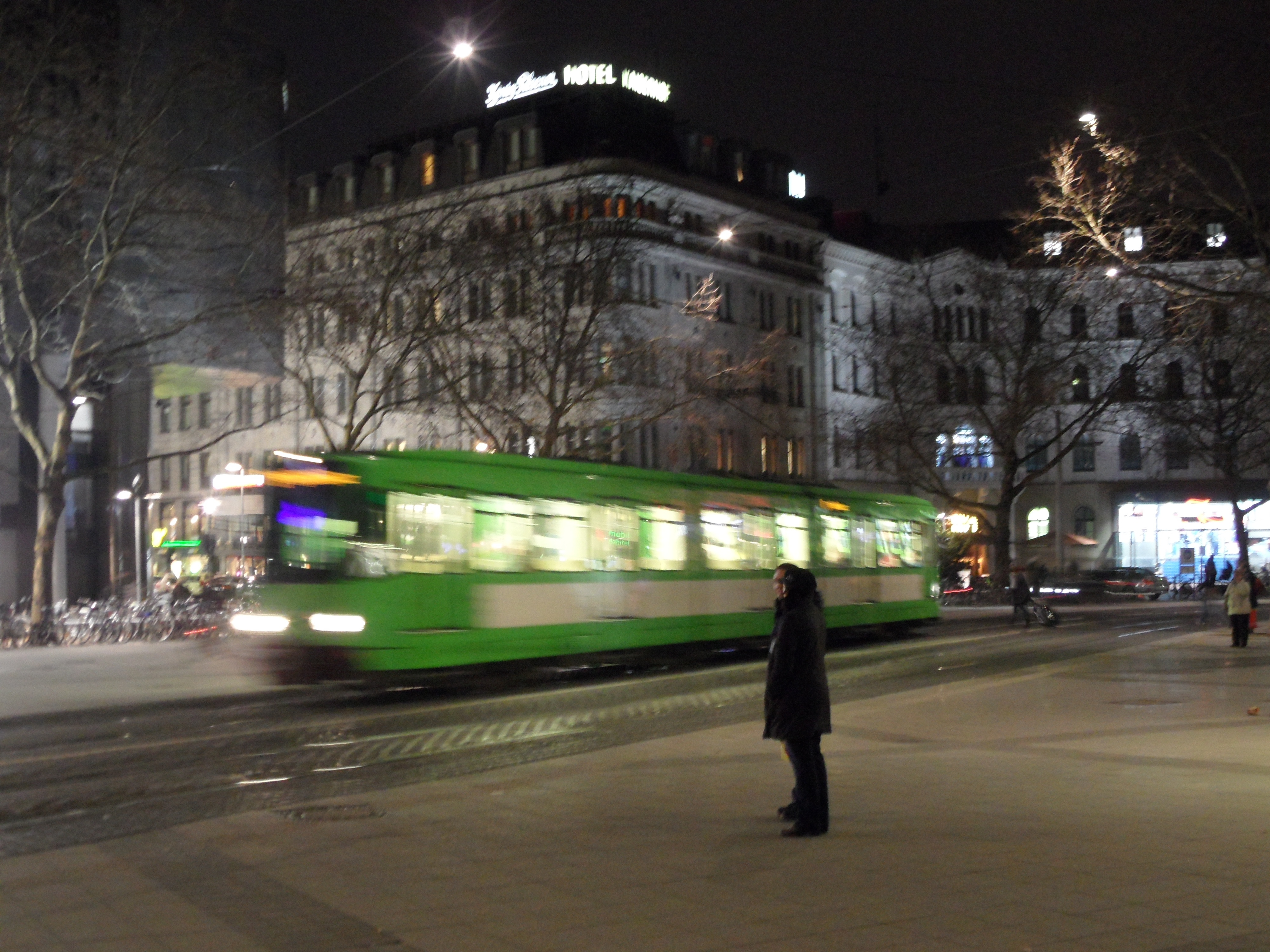
Наземный трамвай на площади